# Erythroxylum monogynum
Erythroxylum monogynum là một loài thực vật có hoa trong họ Erythroxylaceae. Loài này được Roxb. mô tả khoa học đầu tiên năm 1798.

## Hình ảnh

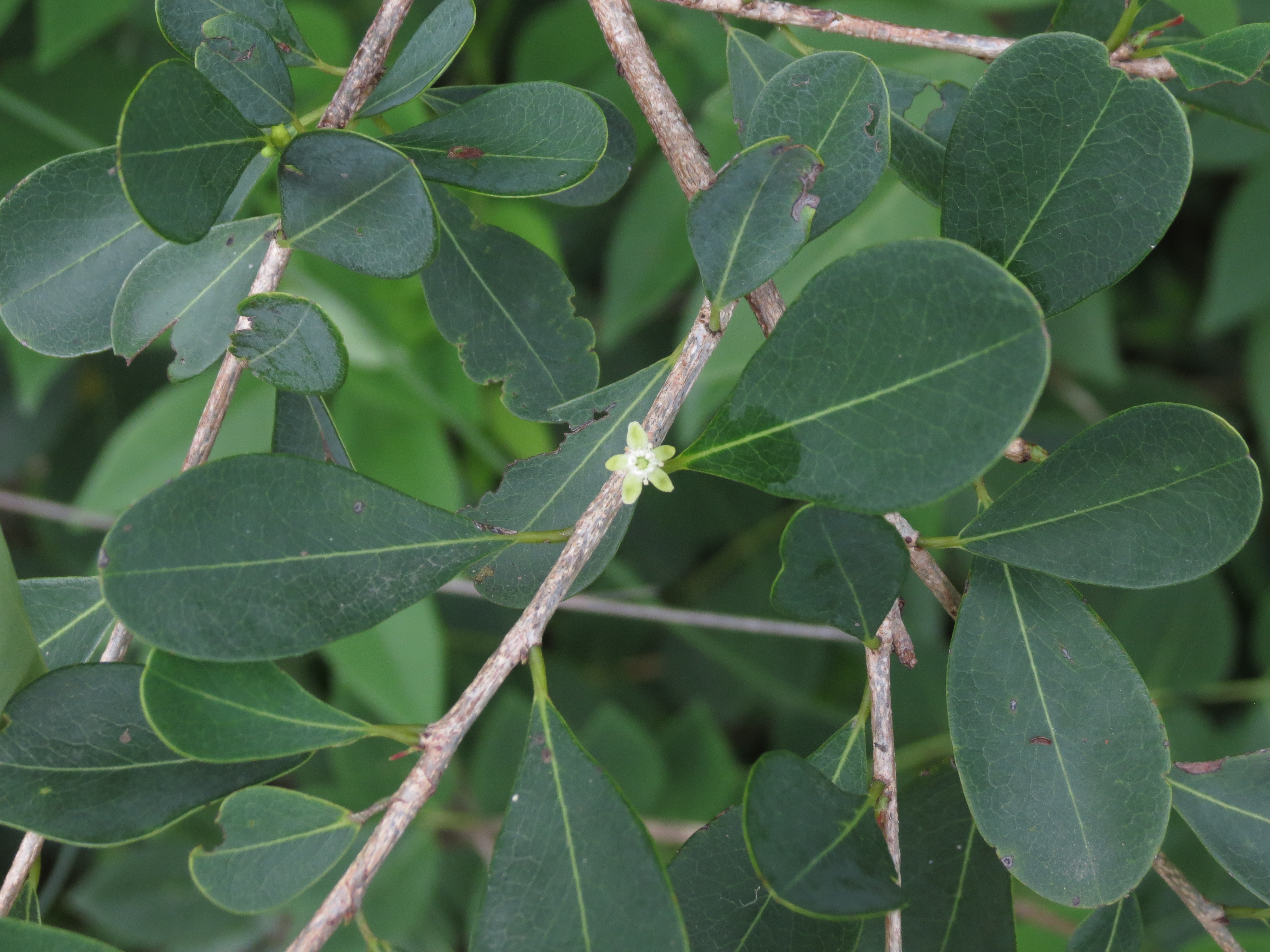